# Sombra - Parábola
Sombra - Parábola (en inglés: Shadow - A Parable) es un cuento de Edgar Allan Poe publicado por primera vez en septiembre de 1835. Cuenta la historia de siete amigos reunidos en un banquete en la antigua ciudad griega de Ptolemaida, mientras la peste asola la ciudad. Un tema similar puede encontrarse en el relato La máscara de la muerte roja.

## Argumento
La historia es narrada por el griego Oinos, quien cuenta que el suceso tuvo lugar en un año espantoso en la antigua ciudad de Ptolemaida en Egipto, mientras la peste asolaba la región. Oinos y seis de sus amigos se reúnen entre los muros de una sala a la que sólo se puede entrar a través de una colosal puerta de bronce cerrada por dentro y ricamente tapizada con cortinas negras para rendir homenaje a Zoilo, un amigo fallecido víctima de la peste. Los siete están celebrando un banquete: beben vino de Quíos, cantan poemas de Anacreonte y ríen, pero los sombríos pensamientos los agobian. Los ojos de Zoilo, amortajado, parecen observar el festín.
Oinos empieza a sentir una presencia oscura, y sus atribulados sentidos perciben una sensación sofocante y una inquietud temerosa. Detrás de las cortinas negras se alza una sombra oscura y sin forma, que "no era la sombra de un hombre, ni la de un dios, ni siquiera la de un dios de Grecia, ni la de un dios de Caldea, ni la de un dios de Egipto". La sombra se detiene frente a la puerta, desde donde parece tocar los pies de Zoilo. Los siete no se atreven a mirarla. Finalmente, Oinos se anima y pregunta a la sombra cómo se llama y de dónde viene. La sombra responde: "Soy SOMBRA. Y mi morada se hallaba al lado de las catacumbas de Ptolemaida, y cerca de las llanuras infernales y sombrías que rodean el lago impuro de Caronte". Los siete saltan horrorizados, pues el sonido de la voz de la sombra, sílaba por sílaba, no pertenece a un solo ser sino a una gran multitud de difuntos.

## Análisis
Este brevísimo relato ha de incluirse entre las mejores producciones de Poe y, junto con su obra complementaria, Silencio - Fábula, ha ejercido una gran influencia en escritores posteriores, especialmente en Francia. El crítico literario y poeta estadounidense George Edward Woodberry (1855-1930) comentó:

Shadow ... is at once the most noble and most artistic expression of Poe's imagination during the first period of his career, and ... is alone distinguished by the even flow and delicacy of transition that belong to his best prose style. The elements in this rhapsody of gloom are simple and massive, the accessories in perfect keeping; the ... emotion ... is just sustained at its initial pitch until the ... emergence of the shadow from the black draperies of the chamber...
Sombra... es a la vez la expresión más noble y artística de la imaginación de Poe durante el primer período de su carrera, y... sólo se distingue por el flujo uniforme y la delicadeza de la transición que pertenecen a su mejor estilo de prosa. Los elementos de esta rapsodia sombría son simples y macizos, los accesorios están en perfecta armonía; la ... emoción ... se mantiene en su tono inicial hasta la ... aparición de la sombra de las negras cortinas de la cámara...

El estilo recuerda a la Biblia del rey Jacobo, al igual que los estilos de Bulwer y De Quincey (a quien Poe parece haber tenido en mente al escribir Silencio...) - y si al lector le recuerda al Ossian de James Macpherson o a las inacabadas Andanzas de Caín (Wanderings of Cain) de Coleridge, no tiene por qué dudar de que Poe conocía ambos.
La historia no representa una complicación para el lector no avezado en el estudio histórico, pero la ambientación histórica es sorprendentemente correcta. La acción transcurre en el ocaso de la civilización grecorromana en Egipto, donde hasta las más ancestrales culturas habían florecido y desaparecido. La escena se sitúa apropiadamente en la ciudad de Ptolemaida, donde el Sol no proyecta ninguna sombra al mediodía durante el solsticio de verano; ¿qué mejor escenario podría haberse elegido para la omnipresente Sombra, la Muerte, que el lugar donde ni el propio sol puede proyectar alguna?
La idea de hablar a varias voces es tan antigua como la Odisea. Los nombres de los personajes son significativos: Oinos significa "uno"; Zoilo es el nombre de un célebre crítico que encontraba defectos en Homero, pero el nombre guarda cierta semejanza con la palabra griega ζωή, "zōḗ" que significa "vida".
El crítico literario estadounidense Burton R. Pollin (1916-2009) argumenta convincentemente que la novela The Epicurean de Thomas Moore fue una influencia significativa en este relato. Dicha novela narra la historia de Alcifrón, líder de los epicúreos en la Atenas del siglo III d. C., quien emprende un viaje a Egipto para encontrar el secreto de la inmortalidad.

## Publicación
Sombra - Parábola se publicó anónimamente en septiembre de 1835 en el Southern Literary Messenger. Después apareció en Cuentos de lo grotesco y arabesco de 1840 y se publicó nuevamente en el Broadway Journal el 31 de mayo de 1845.
Posteriormente el cuento sería incluido en Narraciones extraordinarias, una colección de varios de sus cuentos traducidos al francés y publicados por Charles Baudelaire en 1857.